# Мон-ла-Віль
Мон-ла-Віль (фр. Mont-la-Ville) — громада  в Швейцарії в кантоні Во, округ Морж.

## Географія
Громада розташована на відстані близько 90 км на південний захід від Берна, 22 км на північний захід від Лозанни.
Мон-ла-Віль має площу 19,8 км², з яких на 2,9% дозволяється будівництво (житлове та будівництво доріг), 44,5% використовуються в сільськогосподарських цілях, 52,3% зайнято лісами, 0,3% не є продуктивними (річки, льодовики або гори).

## Демографія
2019 року в громаді мешкало 478 осіб (+39,8% порівняно з 2010 роком), іноземців було 12,6%. Густота населення становила 24 осіб/км².
За віковим діапазоном населення розподілялося таким чином: 22,6% — особи молодші 20 років, 59,8% — особи у віці 20—64 років, 17,6% — особи у віці 65 років та старші. Було 196 помешкань (у середньому 2,4 особи в помешканні).
Із загальної кількості 72 працюючих 28 було зайнятих в первинному секторі, 8 — в обробній промисловості, 36 — в галузі послуг.